# Oryx (博客)

Oryx 或 Oryxspioenkop 是一个荷兰的公开来源情报（OSINT）分析和统计网站以及战争研究团体。它由Stijn Mitzer和Joost Oliemans二人创立和维护。这个博客最初由Stijn Mitzer和Joost Oliemans二人在2013年创建，当时主要关注于叙利亚内战。Mitzer和Oliemans两人还著有一本关于北韩军队的书。
该博客以其在2022年俄罗斯入侵乌克兰期间的工作而闻名世界。他们利用社交媒体和公开来源情报归类统计了交战双方各类有图像证据的装备损失。众多世界著名媒体，例如路透社，BBC, 卫报, 经济学人, Newsweek, CNN,和CBS都曾引用过该博客的统计。福布斯杂志称Oryx是“这场战争目前最可靠的消息源”，称其工作“非常杰出”。 这是因为Oryx仅统计有图像证据的的装备损失数量，这使得他们的统计数字成为了对战争双方装备损失数进行估算时的一个可靠的下限。
2023年6月19日，ORYX表示他们作为非盈利组织已经厌倦了统计开源情报，原团队将退休。该网站由Jakub Janovsky继续营运。